# Fillus paradoxus
Fillus paradoxus är en insektsart som först beskrevs av Herman Willem van der Weele 1909.
Fillus paradoxus ingår i släktet Fillus och familjen fjärilsländor. Inga underarter finns listade i Catalogue of Life.